# Стерж (острів)
Стерж — найбільший і найпівденніший з островів Баллені. Він розташований за 25 км на південний схід від острова Бакл і за 95 км на північний схід від мису Білоусов на материковій частині Антарктики. Ширина острова приблизно 9 км і довжина 37 км. Найвищою точкою острова є ще не підкорений пік Рассел. Острів, як і всі інші острови архіпелагу входять в зону дії Договору про Антарктику, однак, Нова Зеландія включає його до складу своїх антарктичних територій. Острів Стердж був названий на честь Томаса Стержа, одного з лондонських купців, які фінансували експедицію Баллені.
Ділянка площею 4655 га на острові була визначена BirdLife International як важливий для птахів район (IBA)